# 츠보이 아키히사
츠보이 아키히사 (壷井彰久, つぼい あきひさ, 1970~)는 일본의 바이올린 연주자이다. 가나가와현 요코하마시에서 태어나, 에비나시에서 자랐다.

## 경력
92년 자신의 밴드인 KBB를 결성했다.  KBB는 뮤제아 레이블에서 1집 "Lost and Found"(2000)를 냈고 2003년에는 2집 Four Corner's Sky를 낸다. 올뮤직에 실린 평가중에는 장 뤽 퐁테, 데이빗 크로스, 에디 좁슨과 비견한 것이 있을 정도로 연주력을 인정받았다. 거칠게 질주하는 바이올린 솔로연주가 그의 특징적인 연주이다. KBB는 멕시코에서 열린 Baja Prog 2004와 미국에서 열린 니어페스트 2006에 참여했고 지속적으로 유럽의 페스티벌에 초청되었다.
KBB 이외에도 키도 나츠키와 함께 ERA를 결성해 활동중이다..ERA의 1집은 아시아풍의 월드뮤직이나 프로그레시브 록의 팬이라면 피할 수 없는 음반이라는 평을 받았다  그 외에도 잇소(一噌幸弘), 오후지츠보, 트리니테(Trinite) 등에서 활동했다. 04년에 일본에서 공연한 자오의 라이브에 참여하여 앨범 Zao in Tokyo에 연주를 남기기도 했다. .

## 주요 작품
KBB
- Lost and Found（2000年10月16日）
- Four Corner's Sky（2003年9月）
- LIVE 2004（2005年10月）
- Proof of Concept（2007年8月19日）
- Age of Pain（2013年8月21日）

Era
- Era（2002年12月14日）
- TOTEM（2004年5月26日）
- Three Colors of the Sky（2006年6月）
- 忘れられた舟（2010年3月5日）
- TOTEM <Re-Recording Version>（2012年5月23日）

AUSIA
- kasa kasa（2003年11月）

ポチャカイテ・マルコ
- LAYA（2004年11月3日）
- DOPPELGANGER（2006年12月22日）

一噌幸弘グループ「しらせ」
- ふ、ふ、ふ、●一噌幸弘・しらせLIVE（2006年9月27日）
- よしのぼり（2008年7月25日）

オオフジツボ
- 空の鼓動（2008年7月13日）
- 夢のあと（2011年7月10日）
- 光の奧（2014年12月28日）
- 耀の遠心（2015年5月31日）

WAWAWAWA
- ヤモリの目 Gecko's Eyes（2010年5月1日）

是巨人 with 壷井彰久
- DOLDRUMS（2011年12月14日）

Trinite
- prayer（2012年8月19日）
- 月の歴史 Moons（2015年7月30日）
- 神々の骨 God's Bone（2016年9月30日）

オオフジツボとリタ
- 夕暮れの声（2013年12月22日）
- 螺旋の刻印（2017年4月2日）